# Tagapul-an
Tagapul-an est une municipalité insulaire de la province du Samar, aux Philippines. Elle est située entre les îles de Samar et Masbate
Sa population est de 7 828 habitants au recensement de 2010 sur une superficie de 29 km2, subdivisée en 14 barangays.